# 윤순지
윤순지(尹順之, 1591년 ~ 1666년 음력 9월 3일)은 조선 중기의 문신이다. 본관은 해평(海平)이고, 자(字)는 낙천(樂天), 호(號)는 행명(涬溟)이다. 1614년(광해군 6년) 8월 27일 위성원종공신 3등(衛聖原從功臣三等)에 책록되었다. 작은할아버지 월정 윤근수의 문인이다.

## 생애
감사 윤훤(尹暄)의 아들이다. 작은할아버지 윤근수에게서 학문을 배웠으며, 1614년(광해군 6년) 8월 27일 위성원종공신 3등(衛聖原從功臣三等)에 책록되었다. 1620년 문과에 급제한 이후 조정의 관직을 두루 지냈으나 1627년 정묘호란 때 아버지가 군무(軍務)를 다하지 못한 죄로 사사(賜死)되는 바람에 운둔하였다. 1629년 다시 관직에 나아갔으며 1636년 병자호란 때 남한산성에 인조를 호종하였다. 1643년 조선 통신사로 일본에 다녀왔다. 1654년 지방 업무 처리에 문제가 발생하여 유배되었으나 곧 풀려나와 1657년 선조 수정 실록 편찬에 참여하였다. 1663년 공조 판서가 되었다. 행명재시집(涬溟齋詩集)을 남겼다.

## 가족 관계
| - 조부 : 윤두수(尹斗壽, 1533~1601) - 조모 : 창원 황씨(昌原 黃氏) - 황대용의 딸 - 아버지 : 윤훤(尹暄, 1573~1627) - 외조부 : 심의겸(沈義謙, 1535~1587) - 명종비 인순왕후의 남동생 - 외조모 : 청주 한씨(淸州 韓氏) - 한흥서의 딸 - 어머니 : 심숙신(沈淑愼, 1574~1648) - 동생 : 윤원지(尹元之, 1596~1641) - 동생 : 윤징지(尹澄之, 1601~1663) - 동생 : 윤의지(尹誼之, 1605~1666) - 여동생 : 해평 윤씨(海平 尹氏) - 신면에게 출가 | - 부인 : 반남 박씨(潘南 朴氏, 1589~1658) - 박동열의 딸 - 양자 : 윤전(尹塼) - 동생 윤징지의 아들 - 첩실 - 서녀 : 해평 윤씨(海平 尹氏) - 남영하에게 출가 |

## 같이 보기
- 조선 통신사